# US Livorno 1915
Die Unione Sportiva Livorno 1915 (früher AS Livorno, allgemein bekannt als Livorno) ist ein italienischer Fußballverein aus Livorno in der Toskana.
Der Verein spielt in der Serie D, nachdem er aus der regionalen Liga Eccellenza Toscana aufgestiegen ist. Die Farben der Mannschaft sind dunkelrot (auf Italienisch amaranto, daher auch der Spitzname „Gli Amaranto“, übersetzt: „Die Dunkelroten“). Livorno gehörte 1929 zu den Gründungsmitgliedern der Serie A, war aber seit den 1950er Jahren aufgrund von zwei Vereinsneugründungen in den Jahren 1991 und 2021, die einen Neustart in der Eccellenza erforderlich machten, meist nicht in der höchsten Spielklasse vertreten. Die beste Platzierung in der Serie A war der zweite Platz in der Saison 1942/43, in der sie sich ein Kopf-an-Kopf-Rennen mit Torino lieferten. Die US Livorno trägt seine Heimspiele im Stadio Armando Picchi aus.

## Geschichte
Die US Livorno wurde im Jahre 1915 nach dem Zusammenschluss der Vereine SPES Livorno und Virtus Juventusque gegründet. 1919/20 wurde der Verein nach einer Niederlage gegen Inter Mailand (2:3) italienischer Vizemeister. Ein Jahr später schieden sie im Halbfinale gegen den Erzrivalen Pisa Calcio aus. 1929 war Livorno Gründungsmitglied der Serie A, wo er mit Unterbrechungen bis zum Abstieg im Jahre 1949 spielte. Im Jahr 1933 zog der mittlerweile in SS Pro Livorno umbenannte Verein in das noch heute genutzte Stadion Stadio Armando Picchi um, das allerdings anfangs nach der Tochter von Benito Mussolini benannt wurde und „Stadio Edda Ciano Mussolini“ hieß.

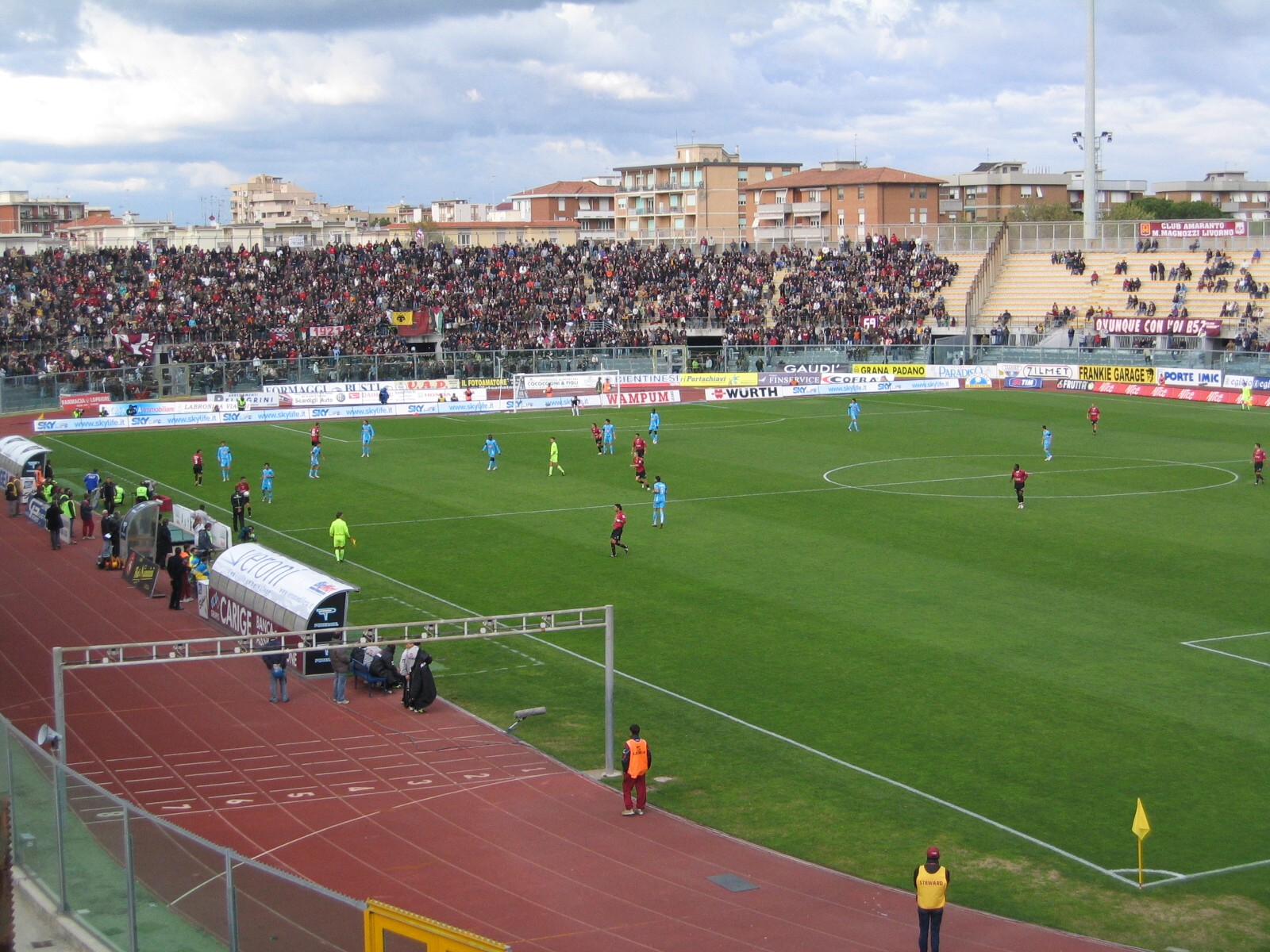
Heimspiel im Stadio Armando Picchi

Das beste Resultat jener Jahre war der zweite Platz in der Saison 1942/43, hinter der später legendär gewordenen Mannschaft „Grande Torino“ des AC Turin. 1949 stieg Livorno aus der Serie A ab. Kurz darauf folgte gar der Abstieg in die Serie C, wo der Klub von nun an viele Jahre – mit Unterbrechungen im Jahr 1955 und in den Jahren 1964 bis 1972 – spielte.
1991 wurde Livorno die Lizenz entzogen, was zur Folge hatte, dass Livorno in der sechsten italienischen Liga einen Neuanfang starten musste. Der Verein stieg in den folgenden zwei Jahren jeweils auf und erreichte die Serie C2. 1997 erfolgte der Aufstieg in die Serie C1, zwei Jahre später die Übernahme durch Aldo Spinelli. Mit der Finanzkraft von Spinelli stieg man 2001 wieder in die Serie B auf.
Im Jahr 2003 kehrte Cristiano Lucarelli wieder in seine Heimatstadt zurück und führte Livorno mit seinen 29 Toren in 41 Spielen zum dritten Platz in der Serie B 2003/04 und damit zum Aufstieg in die Serie A. Nach 55 Jahren war Livorno nun wieder erstklassig und erreichte den neunten Tabellenplatz in der Saison 2004/05. Mit Cristiano Lucarelli, der 24 Treffer erzielte, stellte Livorno zudem den Torschützenkönig.
In der Saison 2005/06 belegte man zur Winterpause den sechsten Platz. Dennoch wurde der Trainer von Livorno, Roberto Donadoni, von Klubpräsident Aldo Spinelli kritisiert, was Donadoni im Februar 2006 zum Rücktritt veranlasste. Er wurde durch Carlo Mazzone ersetzt, unter dem Livorno – trotz sieben Niederlagen in Folge – den neunten Platz erreichte. Durch den Fußball-Skandal in Italien 2005/06, bei dem die vor Livorno liegenden Vereine Juventus Turin, Lazio Rom und die AC Florenz mit Punktabzug bestraft worden, rückte Livorno auf Platz sechs vor und qualifizierte sich damit erstmals für den UEFA-Pokal.
Neuer Trainer zur Saison 2006/07 wurde Daniele Arrigoni. Im UEFA-Pokal 2006/07 erreichte man durch zwei Siege über Pasching die Gruppenphase, in der sich Livorno überraschend gegen die AJ Auxerre und Partizan Belgrad durchsetzte. In der Zwischenrunde war allerdings gegen den späteren Finalisten Espanyol Barcelona Endstation.
In der Liga hatte Livorno gegen den Abstieg zu kämpfen. Nach einer 0:4-Niederlage bei Udinese Calcio im März 2007 wurde Trainer Daniele Arrigoni, der bereits im Januar dieses Jahres entlassen worden war, aber auf Drängen Cristiano Lucarellis wieder eingestellt wurde, erneut entlassen. Ihm folgte Fernando Orsi, der bis dahin der Co-Trainer von Inter Mailand an der Seite von Roberto Mancini gewesen war. Mit Orsi erreichte Livorno den 11. Platz.
In der Saison 2007/08 musste Livorno die beiden Leistungsträger Morrone (Wechsel zum FC Parma) und Lucarelli (Wechsel zu Schachtar Donezk) abgeben. In den ersten sieben Spielen holte die Mannschaft nur zwei Punkte, was dazu führte, dass Trainer Orsi entlassen und durch Giancarlo Camolese ersetzt wurde. Dieser wurde drei Spieltage vor Schluss wieder durch seinen Vorgänger ersetzt. Livorno stieg als Tabellenletzter in die Serie B ab.
Bereits ein Jahr später gelang Livorno nach einem dritten Platz in der Serie B 2008/09 und zwei Siegen über US Grosseto FC und Brescia Calcio in den Relegationsspielen der sofortige Wiederaufstieg in die Serie A. Ein Jahr später stand jedoch drei Spieltage vor dem Saisonende trotz einem 3:1-Sieg gegen Catania Calcio der erneute Abstieg in die zweithöchste Spielklasse fest. Für die Serie B wurde der erfahrene Trainer Giuseppe Pillon verpflichtet, nach anfänglichen guten Ergebnissen wurde er jedoch letztendlich nach einer Niederlage gegen Calcio Portogruaro Summaga am 12. Februar 2011 entlassen. Nachfolger wurde Walter Novellino. Doch auch unter dem neuen Trainer gelang Livorno nicht der ersehnte Aufstieg.
In der Saison 2011/12 kam es nach einem relativ guten Beginn zu einer Serie von Niederlagen, nach dem letzten verlorenen Spiel gegen Brescia Calcio wurde Walter Novellino am 21. Dezember 2011 entlassen. Nachfolger wurde Armando Madonna der ehemalige Mittelfeldspieler von Lazio Rom und Atalanta Bergamo und Ex-Trainer von AlbinoLeffe und Piacenza Calcio, der am 22. Dezember 2011 offiziell präsentiert wurde.
Am 14. April 2012 ereignete sich in Pescara im Stadio Adriatico während der Begegnung zwischen Pescara Calcio und der AS Livorno ein tödlicher Zwischenfall. Mittelfeldspieler Piermario Morosini brach in der 30. Minute auf dem Spielfeld aufgrund eines Herzstillstandes zusammen und konnte auch im Krankenhaus nicht mehr reanimiert werden. Er wurde nur 25 Jahre alt.
Die Serie B 2012/13 schloss Livorno auf Platz 3 ab und stieg schließlich unter Trainer Davide Nicola wieder in die Serie A auf. Nach einer Negativserie wurde Davide Nicola am 13. Januar 2014 von Präsident Spinelli entlassen, als Nachfolge wurde neuerlich Attilio Perotti bestimmt, der bisher als Technischer Direktor bei Livorno tätig war und bereits in der Saison 2011/12 als Interimstrainer fungierte. Nach nur einem Spiel wurde schließlich der erfahrene Domenico Di Carlo zum neuen Trainer ernannt. Unter seiner Führung erreichte der Verein lediglich drei Siege und konnte die Abstiegszone zu keinem Zeitpunkt verlassen. Di Carlo wurde aus diesem Grund am 11. Mai 2014 neuerlich von Davide Nicola abgelöst. Trotz allem stieg Livorno am Ende der Saison 2013/14 auf dem letzten Tabellenplatz liegend in die Serie B ab.
Am 4. Juli 2014 folgte auf Nicola als neuer Trainer der ehemalige Mittelfeldspieler und Trainer der AS Bari und der AS Varese Carmine Gautieri nach. Dieser wurde nach durchwachsener Wintersaison und anhaltender Kritik an Formation und Aufstellung am 4. Januar 2015 seines Amtes enthoben und interimistisch durch Ezio Gelain, dem amtierenden Trainer der Nachwuchsmannschaft (Primavera) ersetzt. Die Resultate ließen weiterhin zu wünschen übrig, sodass am 18. März 2015 Gelain durch den ehemaligen Verteidiger der AS Rom und der italienischen Nationalmannschaft Christian Panucci abgelöst wurde. Die Mannschaft beendete die Saison 2014/15 auf Platz neun und verpasste den Aufstieg.
In der Saison 2015/16 wurde Panucci nach einer Misserfolgsserie durch Bortolo Mutti ersetzt, der lediglich zwei Punkte in zehn Spielen erreichte, demzufolge wurde Panucci überraschend zurückgeholt. Dieser wurde nach einer Niederlage gegen Trapani Calcio neuerlich entlassen und Franco Colomba als Nachfolger bestimmt. Ihm folgte nach zahlreichen Niederlagen Ezio Gelain als Interimslösung. Am Saisonende stand Livorno auf dem 20. Tabellenplatz und musste in die Lega Pro absteigen. Als neuer Trainer für die 3. Liga wurde Claudio Foscarini verpflichtet. Die Saison 2016/17 verlief für Livorno nicht nach Wunsch, man erreichte zwar als Tabellendritter der Lega Pro Gruppe A das Playoff, schied jedoch schließlich in der K.-o.-Phase aus.
In der Saison 2019/20 der Serie B belegte Livorno den letzten Platz und stieg in die Serie C ab. In der Saison 2020/21 der Serie C belegte Livorno nach einem Abzug von fünf Punkten wegen nicht fristgerechter Zahlung der Spielergehälter mit 29 Punkten den letzten Platz und musste in die Serie D absteigen. Aufgrund des Konkurses des Vereins konnte dieser jedoch die Aufnahmegebühr für die Serie D nicht bezahlen und wurde in der Eccellenza unter der neuen Bezeichnung Unione Sportiva Livorno 1915 und dem ehemaligen Vorsitzenden der AC Prato, Paolo Toccafondi, neu gegründet. In der Saison 2021/22 wurde Livorno Erster in der Gruppe B der Eccellenza Toscana, scheiterte aber in den nationalen Playoffs knapp an Pomezia Calcio. Livorno wurde jedoch später wieder in die Serie D aufgenommen, anstelle von Figline, welche vom Aufstieg ausgeschlossen wurden, nachdem sie ein Spiel gegen Tau Calcio Altopascio unter zweifelhaften Umständen verloren hatten, was die Verantwortlichen zur Sorge führte Zeugen von Spielmanipulation geworden zu sein, was die Setzung des Aufstiegsturniers beeinflusste.

## Ehemalige Spieler
- Mario Magnozzi (280 Spiele – 185 Tore)
- Igor Protti (268 Spiele – 120 Tore)
- Richard Vanigli (192 Spiele – 4 Tore)
- Cristiano Lucarelli (174 Spiele – 102 Tore)
- Paulinho (166 Spiele – 52 Tore)
- Marco Amelia (166 Spiele – 0 Tore)
- Tomas Danilevičius (143 Spiele – 24 Tore)
- David Balleri (138 Spiele – 1 Tor)
- Francesco Tavano (128 Spiele – 48 Tore)
- Miguel Vitulano (115 Spiele – 31 Tore)
- Gennaro Ruotolo (114 Spiele – 5 Tore)
- Federico Dionisi (112 Spiele – 35 Tore)
- Enio Bonaldi (106 Spiele – 43 Tore)
- Dario Passoni (90 Spiele – 1 Tor)
- Giuseppe Gemiti (74 Spiele – 0 Tore)
- Stefano Morrone (72 Spiele – 7 Tore)
- Giorgio Chiellini (55 Spiele – 4 Tore)
- Luca Siligardi (43 Spiele – 16 Tore)
- Alessandro Lucarelli (27 Spiele – 4 Tore)
- Simone Barone (20 Spiele – 2 Tore)
- Piermario Morosini (8 Spiele – 0 Tore)

## Ehemalige Trainer
- Tarcisio Burgnich (1978–1980)
- Roberto Donadoni (2002–2003)
- Giovan Battista Fabbri (1973–1974)
- Romano Fogli (1984–1986)
- Carmine Gautieri (2014–2015)
- Osvaldo Jaconi (2000–2002)
- Mario Magnozzi (1936–1938, 1947–1948, 1954–1956)
- Carlo Mazzone (2006)
- Walter Novellino (2011)
- Davide Nicola (2012–2014)
- Christian Panucci (2015, 2016)
- Corrado Viciani (1989–1990)

## Erfolge
- Italienischer Vizemeister: 1919/20 und 1943
- Serie B: 2 (1932/33 und 1936/37)
- Serie C: 1 (1963/64)
- Serie C1: 1 (2001/02)
- Serie C2: 1 (1983/84)
- Supercoppa Serie C: 1 (1986/87)

## Vereinsrekorde
- Höchste Siege: 4:1 AS Livorno – AS Rom in der Saison 1946/47 und AS Livorno – Catania Calcio in der Saison 2006/07
- Höchste Niederlage: 6:1 Juventus Turin – AS Livorno in der Saison 1947/48
- Rekordspieler: Igor Protti mit 268 Einsätzen
- Rekordtorschütze: Igor Protti mit 120 Toren

## Wissenswertes
- Eine historische Rivalität pflegen die Anhänger des Vereins mit denen des Klubs der Nachbarstadt Pisa (Pisa Calcio). Die Ultràs Livornos (Brigate Autonome Livornesi) sind dafür bekannt, bekennende Kommunisten und Antifaschisten zu sein, was auch auf die historische Arbeitertradition Livornos zurückzuführen ist.
- Bekennender Fan der Mannschaft war der in Livorno geborene ehemalige Italienische Staatspräsident Carlo Azeglio Ciampi.
- Das veraltete Stadio Armando Picchi ist Eigentum der Stadt Livorno, aufgrund der stetig rückläufigen Zuschauerzahlen hat die Stadt kein Interesse an einer Renovierung oder gar einem Neubau des Stadions im Süden der Stadt.
- Trainingszentrum des Vereins sowie seiner Nachwuchsabteilungen ist der Badeort Tirrenia nördlich von Livorno.